# エバーバンク・スタジアム
エバーバンク・スタジアム（英語: EverBank Stadium）は、アメリカ合衆国フロリダ州ジャクソンビルにあるアメリカンフットボールスタジアム。NFLのジャクソンビル・ジャガーズのホームスタジアムである。1995年、ジャクソンビル・ミュニシパル・スタジアム（Jacksonville Municipal Stadium）として、旧ゲイターボウル・スタジアムの跡地にオープンした。セントジョンズ川沿いに位置し、ジャクソンビルのダウンタウンの10エーカー（4.0ha）もの広さの土地に建っている。

## 概要
ジャガーズの本拠地であるだけでなく、カレッジフットボール、コンサート、その他のイベントにも定期的に使用されている。毎年、フロリダ大学とジョージア大学の間で行われる大学フットボールの対抗戦、フロリダ-ジョージア戦の会場となっている。また、カレッジフットボールにおけるポストシーズンのボウルゲームであるゲイターボウルも開催されている。2005年には第39回スーパーボウルが開催され、サッカーアメリカ合衆国代表が使用するスタジアムの一つにもなっている。
1997年から2006年までは、通信会社のオールテル・コミュニケーション社が命名権を購入したため、オールテル・スタジアム（Alltel Stadium）と呼ばれていた。2010年には、金融サービス企業エバーバンクと5年間の命名権契約が承認され、エバーバンク・フィールド（EverBank Field）と改称された。その後、2018年2月、エバーバンクがニューヨークに本社を置くTIAA銀行に買収されたことを受け、2018年のNFLシーズンからTIAAバンク・フィールドに改称した。2023年6月にエバーバンク・スタジアムと改名し現在に至る。

## 歴史
1990年、NFLは1995年シーズンに球団拡張を行うと発表した。ジャクソンビル市は球団誘致のためゲイター・ボウルの建て替えを決定。1993年11月、NFL機構は拡張球団のフランチャイズをジャクソンビルにすると発表した。翌1994年1月に起工。一般的に、スタジアムを（設計を含め）一からつくるには30～36か月かかると言われているが、20か月弱で完成させ1995年8月に開場した。それまでの拡張球団は創設当初は既存のスタジアムを本拠地にしていたので、「新球団が創設初年から新スタジアムでプレーする」NFL史上初のケースとなった。

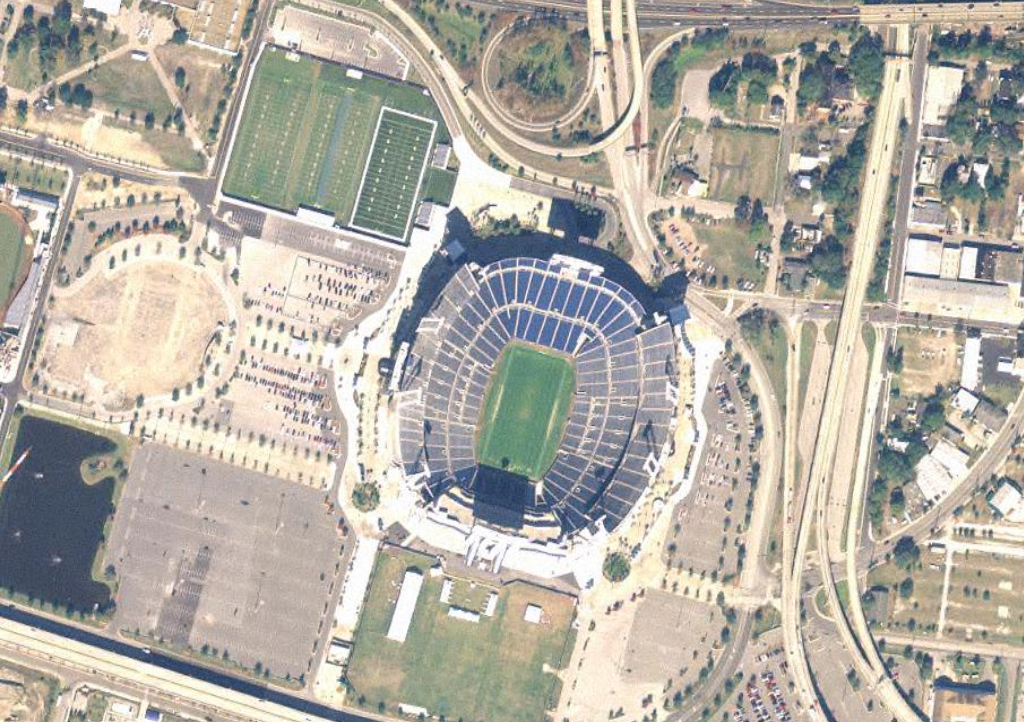
上空写真

開場してからしばらくはジャクソンビル・ミュニシパル・スタジアムという名称だったが、1997年にオールテル・コミュニケーション社が命名権を10年620万ドルで取得したためオールテル・スタジアムに改称した。2007年、契約が終了し更新されなかったため元の名称に戻った。
2010年7月に地元に本社を置く銀行エバーバンクが命名権を取得した。市議会での採決で名称変更が承認された。エバーバンクとの契約は5年間で、エバーバンク・フィールドと名称変更されることになった。2014年にはさらに10年間契約を延長。しかしTIAA銀行によるエバーバンクの買収で2018年2月にスタジアム名を変更した。
2009年チケットの売り上げにジャガーズは苦戦したが、2010年9月12日、デンバー・ブロンコスと開幕戦を行うこととなり、そのブロンコスに地元で人気のあったフロリダ大学出身のティム・ティーボウがドラフト1巡指名されたことから、同年4月時点でチケットを求めるファンが殺到した。

## イベント

### NFL
ジャガーズの初戦は、1995年9月3日、ヒューストン・オイラーズ（現テネシー・タイタンズ）戦であった。試合は10－3でオイラーズが勝っている。
2005年2月6日に第39回スーパーボウルが開催され、ニューイングランド・ペイトリオッツが優勝を果たした。

#### スーパーボウル
| 年度 | 試合                 | 日程         | AFCチーム                          | スコア  | NFCチーム                    | 観客動員数 |
| ---- | -------------------- | ------------ | ---------------------------------- | ------- | ---------------------------- | ---------- |
| 2004 | 第39回スーパーボウル | 2005年2月6日 | ニューイングランド・ペイトリオッツ | 24 - 21 | フィラデルフィア・イーグルス | 78,125     |